# 201

201(이백일)은 200보다 크고 202보다 작은 자연수이다.

## 수학
- 합성수로, 그 약수는 1, 3, 67, 201이다. 진약수의 합은 71이므로, 201은 부족수다.
  - 63번째 반소수다. 앞의 반소수는 194, 다음 반소수는 202이다.
- 6번째 십오각수다. 앞의 십오각수는 135, 다음은 280이다.
- 하샤드 수다.
- {\displaystyle 201=40+65+96}
  - 연속하는 세 팔각수의 합으로 나타낼 수 있는 수다. 이 성질을 지닌 앞의 수는 126, 다음 수는 294다.
- {\displaystyle 68^{2}-1}은 201로 나누어떨어진다.

## 과학·기술
- NGC 201: 고래자리 방향에 있는 나선은하.
- HTTP 201 (Created→생성됨): 요청이 성공하여 자료가 만들어졌음을 의미하는 HTTP 상태 코드.

## 교통

### 철도
- 철도차량
  - 일본국유철도 201계 전동차
- 철도역
  - 서울 지하철 2호선 시청역의 역번호.
  - 부산 도시철도 2호선 장산역의 역번호.
  - 대구 도시철도 2호선은 201번 역이 없고, 216번부터 시작한다.

### 도로
- 고속도로 및 국도
  - 주간고속도로 H201호선(영어판): 미국의 주간고속도로.
  - 일본 201번 국도: 후쿠오카현 후쿠오카시 히가시구에서  미야코군 간다정까지 이어지는 일본의 국도.
  - 중국 201번 국도
- 기타 도로
  - 현도 제201호선

## 군사
- U-201(영어판, 독일어판): 제2차 세계 대전에 사용된 나치 독일의 군용 잠수함.

## 문화유산
- 대한민국의 국보 제201호: 봉화 북지리 마애여래좌상
- 대한민국의 보물 제201호: 경주 남산 탑곡 마애불상군
- 대한민국의 사적 제201호: 서울 태릉과 강릉

## 방송
- 스카이라이프의 SPOTV2 채널 번호.
- B tv의 GMTV 채널 번호.
- U+ TV의 영국 공영 방송인 BBC 뉴스 채널 번호.
- LG헬로비전의 JEI 재능TV 채널 번호.
- B tv 케이블의 대교 뉴이프 플러스 채널 번호.

## 스포츠
- 현재 KBO 리그 소속 선수 중 서건창 선수가 2014년 기록한 안타수로, KBO 리그 역대 한 시즌 최다안타 수이기도 하다.

## 작품
- 《201》: 대한민국의 인디 록 밴드 검정치마의 첫 번째 정규 음반. 2008년 11월 13일 출시.
  - 《201 (Special edition)》: 검정치마의 첫 번째 정규 음반의 리패키지. 2010년 3월 18일 출시.

## 기타
- 날짜: 2월 1일
- 연도: 201년, 기원전 201년